# 韓係伯
韩系伯，南朝宋、南朝齐襄阳（今湖北省襄阳市）人。
韓係伯事奉父母细心孝顺。襄阳人的风俗，在与邻居的田地中间，种桑树作界限标志，韓係伯以因桑树荫遮挡阳光妨碍邻居的作物生长，于是往自己的田界迁移数尺，邻居随复侵之又侵占过来，韓係伯还是改种。久后，邻居惭愧，归还所侵田地，亲自致歉。齐高帝建元三年（481年），皇帝下诏蠲免赋役，进行表彰其家门，韓係伯得享天年而终。